# Hubertus de Saxe-Cobourg et Gotha (1975)
Pour les articles homonymes, voir Hubertus de Saxe-Cobourg et Gotha (homonymie).
Titres
Chef de la maison de Saxe-Cobourg et Gotha
Depuis le 3 avril 2025
(1 jour)
Prince héritier de Saxe-Cobourg et Gotha
23 janvier 1998 – 3 avril 2025
(27 ans, 2 mois et 11 jours)
Hubertus, prince de Saxe-Cobourg et Gotha, duc de Saxe (né à Hambourg le 16 septembre 1975) est, depuis 2025, le chef de la Maison qui a régné sur le duché de Saxe-Cobourg et Gotha jusqu'en 1918. 

## Jeunesse
Hubertus est né le 16 septembre 1975 à Hambourg, en qualité de fils aîné d'Andreas, prince de Saxe-Cobourg et Gotha et de son épouse, Carin Dabelstein (1946-2023). Il étudie le droit à l'université de Wurtzbourg de 1997 à 1999. Ensuite, il fréquente la London School of Economics de 1999 à 2000 et l'université Louis-et-Maximilien de Munich de 2000 à 2003. 

## Carrière
Hubertus a travaille d'abord comme avocat pour une banque à New York spécialisée dans la gestion de patrimoine. Début 2012, il revient de New York à Cobourg, où il siège au conseil d'administration de la fondation familiale - la Stiftung der Herzog von Sachsen-Coburg und Gotha'schen Familie.

## Mariage
Hubertus épouse la banquière américaine Kelly Jeanne Rondestvedt (née à Pensacola, Escambia County, Floride, 10 janvier 1975) civilement le 21 mai 2009 à Cobourg et religieusement le 23 mai 2009 à l'église Saint-Maurice de Cobourg,.
Le couple est parent de trois enfants :
- Katharina Victoria Elizabeth Cheryl de Saxe-Cobourg et Gotha, née le 30 avril 2014 à Cobourg et baptisée le 14 septembre 2014 au château de Callenberg. Ses parrains et marraines sont : la princesse héritière Victoria de Suède, le prince Ernst August de Hanovre, la duchesse Elisabeth en Bavière, la comtesse Katharina de Faber-Castell et le prince Konstantin-Assen de Bulgarie.
- Philipp Hubertus Andreas Christian de Saxe-Cobourg et Gotha, né le 15 juillet 2015 à Munich et baptisé le 14 novembre 2015 au château de Callenberg. Ses parrains et marraines sont : Philippe, roi des Belges, la comtesse Alexandra von Schönborn, le prince héréditaire de Bade Bernhard, le prince Carl von Wrede et Carina Axelsson.
- Madeleine Aurelia Viktoria Carin de Saxe-Cobourg et Gotha, née le 22 février 2017 à Munich et baptisée le 2 juillet 2017 au château de Callenberg. Ses parrains et marraines sont : le prince de Prusse Georg Friedrich, la princesse Anna de Bavière, la princesse Alexandra-Nadejda de Koháry, la comtesse Clémence von der Schulenburg et le comte Benedikt von Abensperg und Traun.

## Chef de maison
Le 3 avril 2025, Hubertus devient le chef de la maison de Saxe-Cobourg et Gotha à la mort du prince Andreas.

## Titres et honneurs

### Titulature
- 16 septembre 1975 – 3 avril 2025 : Son Altesse le prince Hubertus, prince héréditaire de Saxe-Cobourg et Gotha, duc de Saxe ;
- Depuis le 3 avril 2025 : Son Altesse le prince Hubertus, prince de Saxe-Cobourg et Gotha, duc de Saxe.

### Distinctions
- Maison de Saxe-Cobourg et Gotha :  Chevalier grand-croix de l'Ordre de la Maison ernestine de Saxe[7],[8],[9].